# آغاسلیم میرجوادف
آغاسلیم میرجوادف (ترکی آذربایجانی: Ağasəlim Mircavadov؛ زادهٔ ۲۲ اکتبر ۱۹۴۷) بازیکن فوتبال اهل اتحاد جماهیر شوروی سوسیالیستی است.
از باشگاه‌هایی که در آن بازی کرده‌است می‌توان به باشگاه فوتبال نفتچی باکو اشاره کرد.